# Streptopus obtusatus
Streptopus obtusatus är en liljeväxtart som beskrevs av Norman Carter Fassett. Streptopus obtusatus ingår i släktet Streptopus och familjen liljeväxter. Inga underarter finns listade.